# Gobernador (kommunhuvudort)
Gobernador är en kommunhuvudort i Spanien.   Den ligger i provinsen Provincia de Granada och regionen Andalusien, i den södra delen av landet, 300 km söder om huvudstaden Madrid. Gobernador ligger 1 038 meter över havet och antalet invånare är 313.
Terrängen runt Gobernador är kuperad västerut, men österut är den platt. Runt Gobernador är det glesbefolkat, med 12 invånare per kvadratkilometer. Närmaste större samhälle är Torre-Cardela, 4,2 km nordväst om Gobernador. Trakten runt Gobernador består till största delen av jordbruksmark.